# Рас-эль-Ануф
Рас-эль-Ануф, Рас-Лануф (араб. راس لانوف‎) — город и порт в Ливии, муниципалитет Сурт. Расположен на берегу залива Сидра, в южной точке Средиземного моря. Население около 10 тыс. человек.
Порт Рас-эль-Ануф — один из двух (наряду с Эль-Бурайкой) главных нефтеэкспортных портов Ливии. Нефтехимическая промышленность, два аэродрома. Крупнейший в мире плавучий резервуар пресной воды.
Во время восстания в Ливии в 2011 году в Рас-эль-Ануфе происходили бои между силами повстанцев и сторонниками Муаммара Каддафи.